# Ischnotelson peruassu
Espèce
Ischnotelson peruassu est une espèce de scorpions de la famille des Buthidae.

## Distribution
Cette espèce est endémique du Minas Gerais au Brésil. Elle se rencontre vers Januária.

## Description
Le mâle holotype mesure 58,7 mm et la femelle paratype 48,6 mm.

## Étymologie
Son nom d'espèce lui a été donné en référence au lieu de sa découverte, le parc national des Cavernas do Peruaçu.

## Publication originale
- Esposito, Yamaguti, Souza, Pinto-da-Rocha & Prendini, 2017 : « Systematic revision of the neotropical club-tailed scorpions, Physoctonus, Rhopalurus, and Troglorhopalurus, revalidation of Heteroctenus, and descriptions of two new genera and three new species (Buthidae, Rhopalurusinae). » Bulletin of the American Museum of Natural History, no 415, p. 1-134 (texte intégral).